# 黔州 (辽朝)
黔州，中国古代的州。
辽置黔州，治所在盛吉县（今辽宁省北票市东南）。属兴中府。设阜昌军，为下州刺史。本汉朝辽西郡地。辽太祖平渤海国，将所俘户安置，隶属黑水河提辖司。辽穆宗孝安敬正皇帝置黔州，分宜州、霸州二州汉户增益。初隶属于永兴宫，后隶中京道，後置府，属兴中府。统县盛吉县。辽太祖俘渤海兴州盛吉县民来居安置，置盛吉县。金废除。 